# マルコ・コラール
マルコ・コラール（Marko Kolar、1995年5月31日 - ）は、クロアチア・ザボク出身のサッカー選手。ヴィスワ・プウォツク所属。ポジションはFW。

## クラブ経歴
2008年よりNKディナモ・ザグレブで育成され、2012年9月、クラブと7年のプロ契約を締結した。
2017年9月5日、ヴィスワ・クラクフに移籍した。
2019年6月17日、FCエメンと2年契約を結んだ。